# Asplundia humilis
Asplundia humilis là một loài thực vật có hoa trong họ Cyclanthaceae. Loài này được (Poepp. & Endl.) Harling miêu tả khoa học đầu tiên năm 1954.